# Абукета
Абукета (груз. აბუქეთა) — село в Грузії.
За даними перепису населення 2014 року в селі проживає 279 осіб.